# 尹在荣
尹在荣（1983年2月5日—）是一名韩国男子乒乓球运动员。他在2008年北京奥运会中，获得男子乒乓球比赛团体铜牌。他也参加了2006年亚洲运动会，结果获得男子团体银牌。